# Provincie Cuenca
Cuenca je španělskou provincií v autonomním společenství Kastilie – La Mancha, v centrálním Španělsku, v někdejší Nové Kastilii. Provincie má přibližně 198 tisíc obyvatel. V hlavním městě Cuenca žije asi jedna třetina obyvatel. Provincie má celkově 238 obcí, z nichž jen sedm kromě města Cuenca má více než 5000 obyvatel. Podnebí je kontinentální s horkým létem a poměrně studenou zimou.
Hraničí s provinciemi Valencie, Albacete, Ciudad Real, Toledo, Madrid, Guadalajara a Teruel.

## Geografie
Provincie se přirozeně dělí na dva krajinné celky. Na severu a západ se zvedá Cuencká vysočina (Serranía de Cuenca), jejímž nejvyšším vrcholem je 1 800 m vysoká hora Cerro San Felipe, na jihu a západě je rovina Mancha. Nejvýznamnějším tokem Vysočiny je Júcar s přítoky. V rovině je to Guadiela, přítok řeky Tajo, nejvýznamnější zdroj vody. Smrkové lesy na Serranía de Cuenca jsou známé v celém Španělsku.
Tradičně se v horské části provincie lidé věnovali chovu dobytka a v rovině obilnářství. Kromě toho je zde těžba dřeva a hornictví (železo, měď, sůl, ledek), poslední uvedené odvětví upadá. V roce 2004 (2. čtvrtletí) se 49,6 % pracovních sil vyskytovalo v sektoru služeb, 21,6 % v zemědělství, 17,1 % stavebnictví a jen 11,8 % v průmyslu.

## Demografie
Provincie Cuenca patří k nejméně zalidněným v celém Španělsku. V roce 2006 měla téměř 209 tisíc obyvatel, v roce 2008 více než 217 tisíc, v roce 2020 už pouze 196 tisíc. 
Největší obce jsou (stav k 1. lednu 2014):
- Cuenca (55 738 ob.)
- Tarancón (15 604 ob.)
- Quintanar del Rey (7 717 ob.)
- San Clemente (7 188 ob.)
- Las Pedroñeras (6 767 ob.)
- Mota del Cuervo (6 259 ob.)
- Motilla del Palancar (5 915 ob.)
- Iniesta (4 448 ob.)
- Horcajo de Santiago (3 673 ob.)
- Casasimarro (3 175 ob.)
- Villamayor de Santiago (2 842 ob.)

## Zajímavá místa

### Hlavní městoCuenca
V osmém století na strategickém kopci mezi dvěma řekami postavili pevnost Maurové. Během reconquisty byla pevnost několikrát neúspěšně obléhána, až v roce 1177 dobyl pevnost Alfons VIII. Kastilský a záhájil novou éru města. Vybudoval katedrálu, jednu z prvních v gotickém slohu na Pyrenejském poloostrově, založil mincovnu a další stavby. V 16. století byl vybudován klášter a přestavěné maurské pevnosti si ustanovila sídlo Inkvizice.
Kromě historických budov, kostelů a kláštera má město řadu muzeí a uměleckých galerií.

### Hrad Alarcón
V osmém století Maurové vybudovali na těžko přístupném skalnatém kopci pevnost, kterou během reconquisty po devíti měsících obléhání dobyl kapitán krále Alfonsa VIII. Ve 14. století na hradě žil spisovatel Don Juan Manuel, který v roce 1335 napsal jednu z prvních próz v kastilské španělštině.
Od roku 1966 je v budově hradu hotel Parador se čtrnácti pokoji a také restaurace. S hradem sousedí malá vesnice s několika kostely.

### Římské vykopávky Segobriga
Na kopci existovalo keltské osídlení již před příchodem prvních Římanů. Římané si osídlení podmanili kolem roku 140 př. n. l., následně okolo roku 72 př. n. l. se stalo hlavním městem regionu. Největší růst město zažilo během prvního století našeho letopočtu, kdy byla vystavěna většina současných monumentů: amfiteátr pro 5500 lidí, divadlo, fórum, lázně, cirkus (antické sportoviště). Od třetího století město upadalo, v pátém a šestém století mu vládli Vizigóti, kteří ještě postavili baziliku. Nicméně s příchodem Maurů město víceméně zaniklo.
V současné době jsou vykopávky města přístupné veřejnosti v rámci archeologického parku, který je od roku 1931 národním monumentem.

## Znak provincie

provinční znak

Znak provincie je sestává ze štítu rozděleného do 4 polí a na jeho horní hraně je umístěné koruny.
- 1. pole: opětovně rozčtvrceno (2 pole hrad jako symbol Kastilského království a 2 pole lev jako symbol Leónského království)
- 2. pole: ve stříbře zlatý kalich pod stříbrnou hvězdou (znak města Cuenca)
- 3. pole: ve stříbře zelená borovice
- 4. pole: v modrém zlatá kniha[p 1]

Zajímavostí je, že v tomto znaku je leónský znak se zlatým polem a s červeným lvem místo purpurového. Kniha práv Cuency (4. pole) je podle některých popisů otevřená. Schválen byl dekretem č. 2872/1975 ze 31. října (BOE č. 269, ze 10-XI-75), po usnesení pléna provinční deputace (tj. zastupitelstva) na zasedání 20. září 1975.

## Doprava
Vzhledem ke své lokalizaci mezi Madridem a středomořským pobřeží vede přes provincii několik dálnic (především ve směru západ-východ) a od roku 2010 i vysokorychlostní železniční trať AVE Madrid-Cuenca-Valencie a Cuenca-Albacete-Alicante.

## Fotogalerie

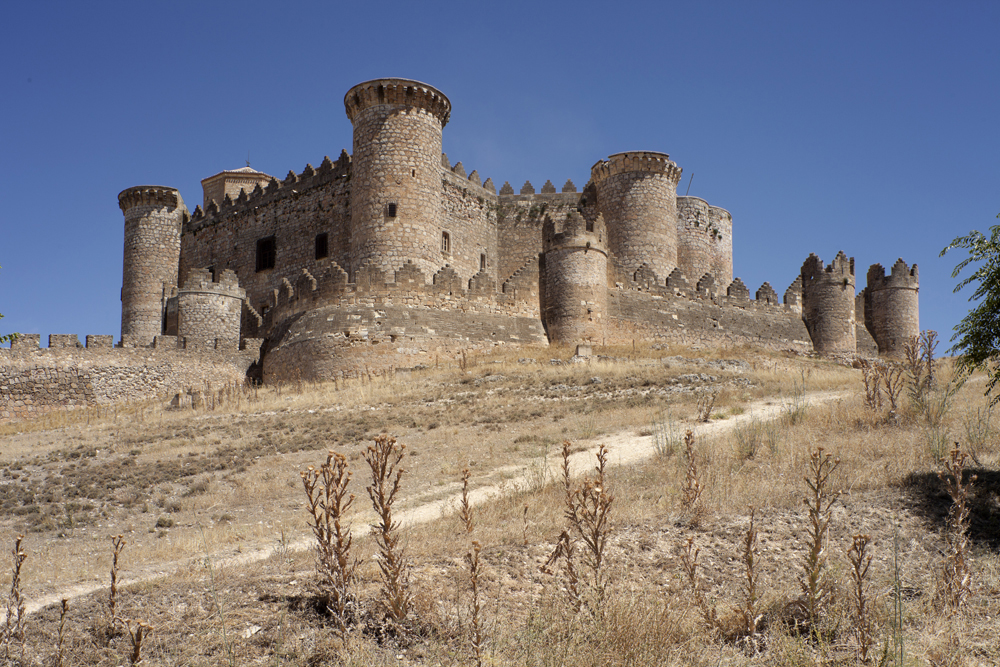
hrad Belmonte
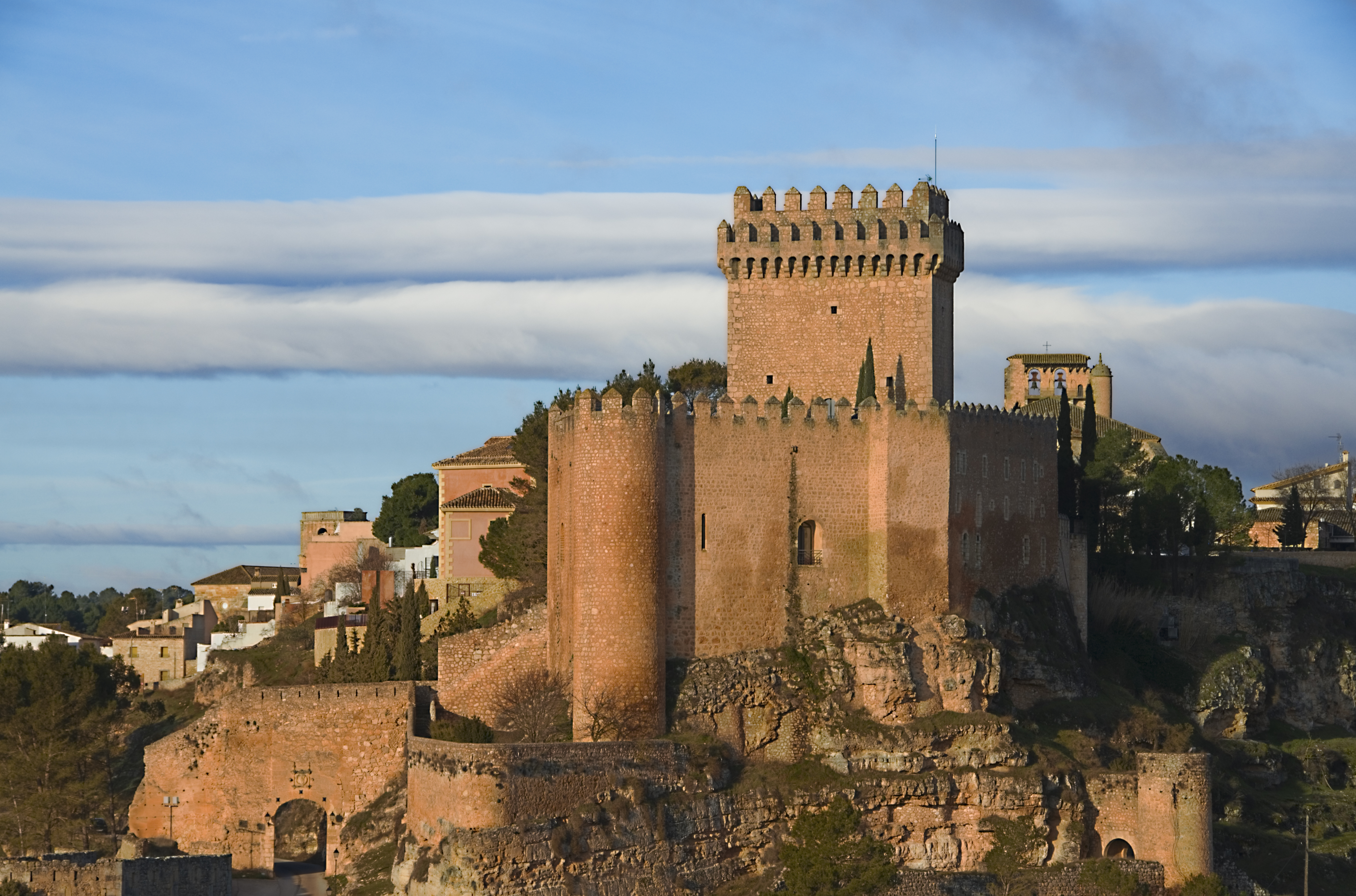
hrad Alarcón
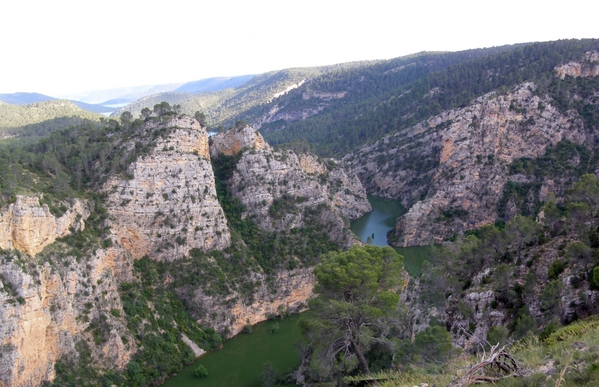
zdejší krajina
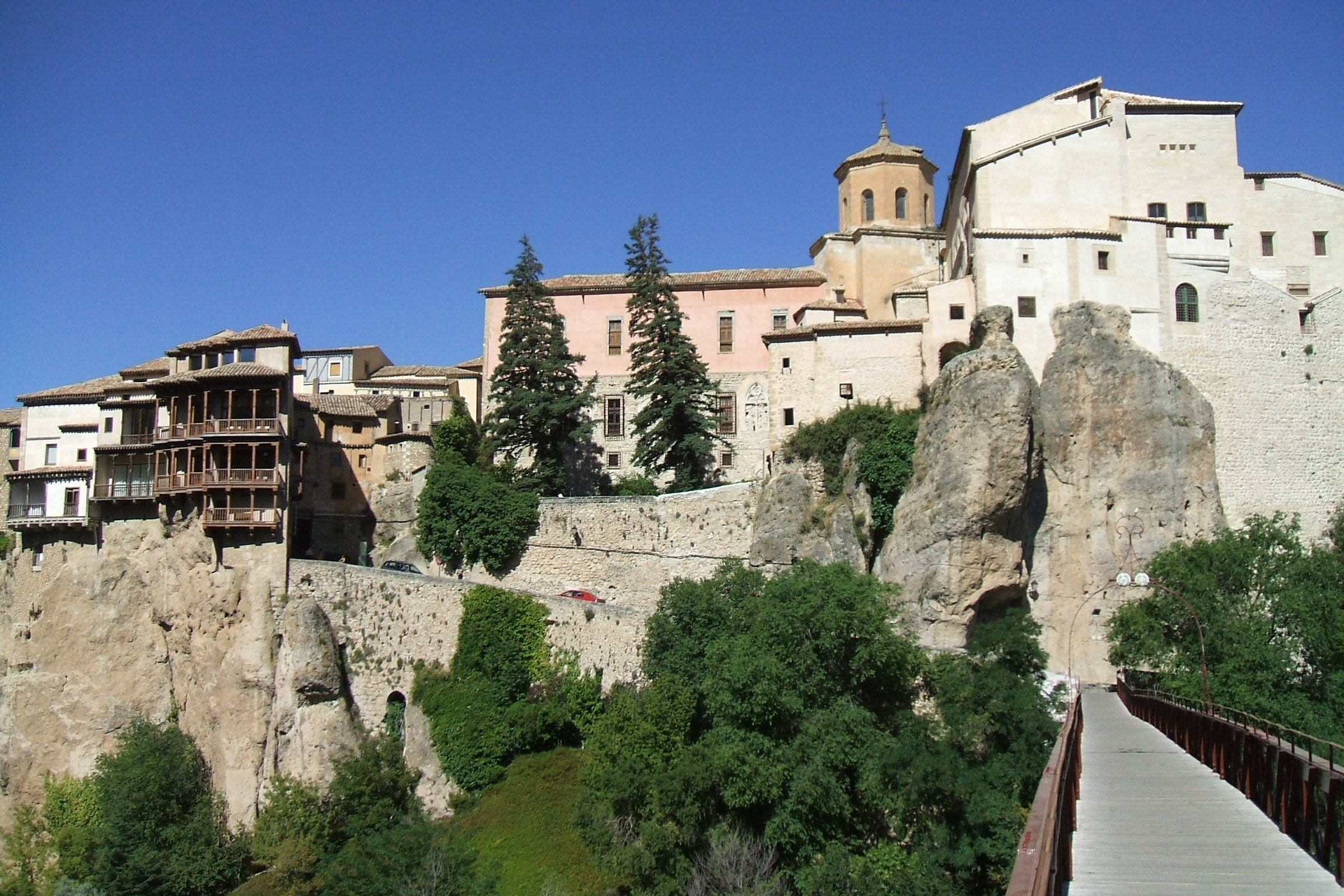
město Cuenca
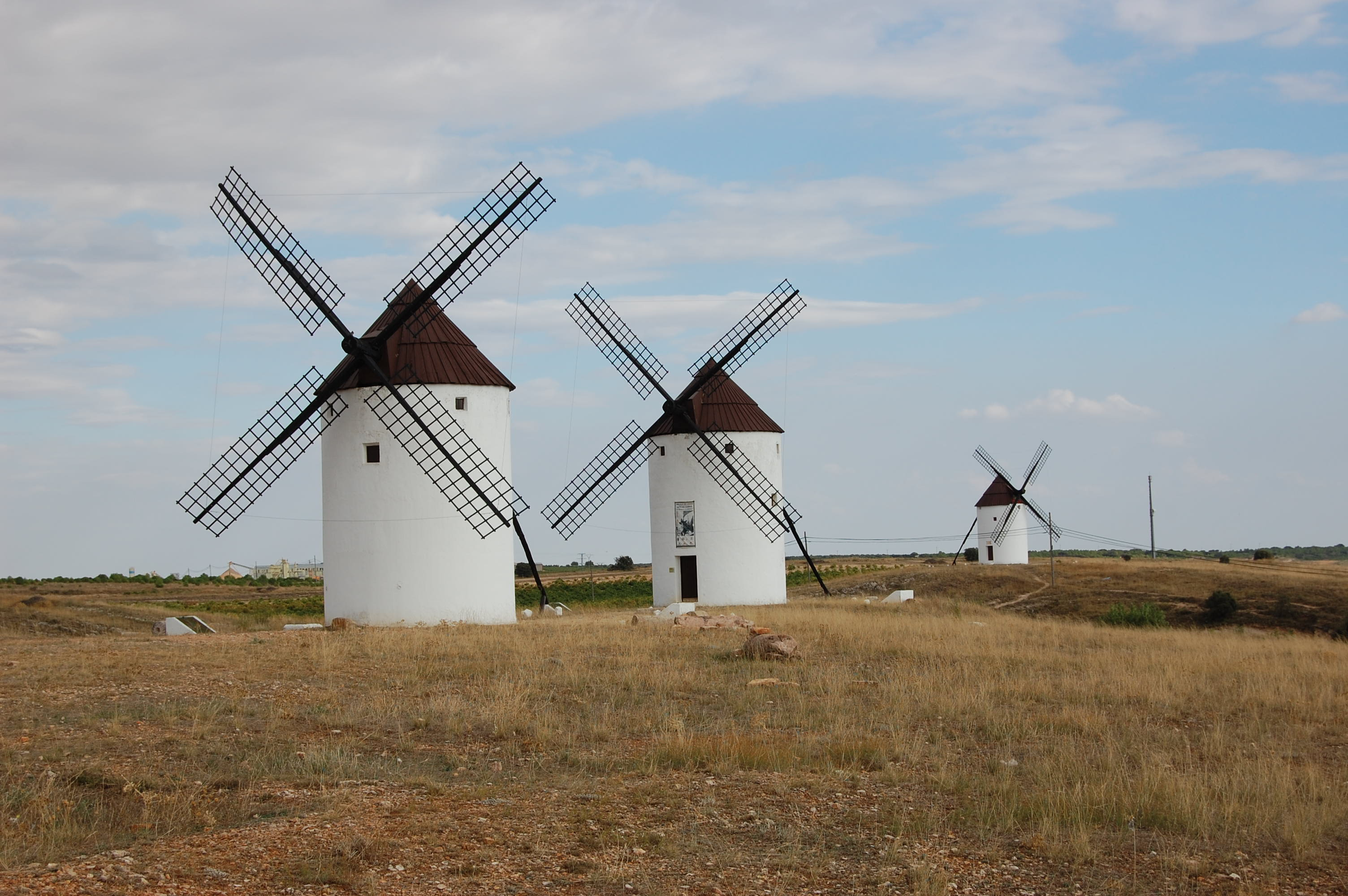
větrné mlýny v Mota del Cuervo